# Nemzeti Bajnokság I.A 2020-2021 (pallacanestro femminile)
Il campionato ungherese di pallacanestro femminile 2020-2021 è stato l'84º.
Il Sopron Basket ha vinto il suo quattordicesimo titolo battendo nella serie finale dei playoff il KSC Szekszárd per 3-1.

## Stagione
L'organico rimane lo stesso della passata edizione interrotta per pandemia di COVID-19.

### Regolamento
Le squadre classificate dal primo all'ottavo posto al termine della regular season si qualificano ai play-off per l'assegnazione del titolo di campione di Ungheria.
Le squadre classificate dal nono al dodicesimo posto disputano i play-out in un girone a quattro con partite di andata e ritorno. L'ultima classificata retrocederà in NB I.B.

## Squadre partecipanti
| Squadra         | Allenatore        | Città        | Palazzetto                     | Stagione precedente |
| --------------- | ----------------- | ------------ | ------------------------------ | ------------------- |
| Sopron          | Dávid Gáspár      | Sopron       | Novomatic Musical Aréna Sopron | 1º posto            |
| DVTK Miskolc    | Attila Földi      | Miskolc      | Generali Arena                 | 2º posto            |
| Szekszárd       | Zseljkó Djokics   | Szekszárd    | Szekszárd Városi Sportcsarnok  | 3º posto            |
| Csata           | Krisztián Tursics | Budapest     | Ludovika Aréna                 | 4º posto            |
| MTK Budapest    | Bianka Magyar     | Budapest     | MTK Kosárlabda Csarnok         | 5º posto            |
| UNI Győr        | Dalma Iványi      | Győr         | Egyetemi Csarnok               | 6º posto            |
| Zalaegerszeg    | Péter Ambrus      | Zalaegerszeg | Városi Sportcsarnok            | 7º posto            |
| PEAC-Pécs       | Ferenc Csirke     | Pécs         | Lauber Dezső Sportcsarnok      | 8º posto            |
| Ceglédi         | Kostas Keramidas  | Cegléd       | Városi Sportcsarnok            | 9º posto            |
| Vasas           | Miloš Pavlović    | Budapest     | Vasas Pasaréti Sportcentrum    | 10º posto           |
| PINKK-Pécsi 424 | Vanja Milijnovic  | Pécs         | Kozármisleny Sportcsarnok      | 11º posto           |
| Újbuda          | Judit Balogh      | Budapest     | Gabányi László Sportcsarnok    | 12º posto           |

## Stagione regolare
Fase disputata tra il 2 ottobre 2020 e il 12 marzo 2021.

### Classifica
|  | Pos. | Squadra                 | Pt | G  | V  | P  | PtF  | PtS  | Diff. |
|  | ---- | ----------------------- | -- | -- | -- | -- | ---- | ---- | ----- |
|  | 1.   | Sopron Basket           | 44 | 22 | 22 | 0  | 1932 | 1221 | +711  |
|  | 2.   | UNI Győr                | 41 | 22 | 19 | 3  | 1819 | 1532 | +287  |
|  | 3.   | Atomerőmű KSC Szekszárd | 40 | 22 | 18 | 4  | 1850 | 1527 | +323  |
|  | 4.   | Aluinvent DVTK Miskolc  | 35 | 22 | 13 | 9  | 1726 | 1590 | +136  |
|  | 5.   | PEAC-Pécs               | 34 | 22 | 12 | 10 | 1485 | 1437 | +48   |
|  | 6.   | Ludovika-FCSM Csata     | 34 | 22 | 12 | 10 | 1658 | 1608 | +50   |
|  | 7.   | TFSE-MTK                | 32 | 22 | 10 | 12 | 1650 | 1677 | -27   |
|  | 8.   | Vasas Akadémia          | 31 | 22 | 9  | 13 | 1532 | 1672 | -140  |
|  | 9.   | VBW CEKK Ceglédi        | 31 | 22 | 9  | 13 | 1515 | 1528 | -13   |
|  | 10.  | ELTE BEAC Újbuda        | 27 | 22 | 5  | 17 | 1546 | 1777 | -231  |
|  | 11.  | PINKK-Pécsi 424         | 25 | 22 | 3  | 19 | 1435 | 1792 | -357  |
|  | 12.  | ZTE NKK                 | 22 | 22 | 0  | 22 | 1281 | 2068 | -787  |

Legenda:
       Campione d'Ungheria.
      Ammesse ai play-off.
      Ammesse ai play-out.
  Ammesse ai play-off o ai play-out.
      Retrocessa in NB I.B
  Vincitrice della Coppa dell'Ungheria 2021
Regolamento:
Due punti a vittoria, uno a sconfitta.
In caso di parità di punteggio, contano gli scontri diretti e la classifica avulsa.

### Risultati
|                       | BEA    | CEG   | GYO   | MIS    | MTK   | NKE   | PEA   | PIN    | SOP    | SZE    | VAS   | ZTE    |
| --------------------- | ------ | ----- | ----- | ------ | ----- | ----- | ----- | ------ | ------ | ------ | ----- | ------ |
| BEAC-Ujbuda           |        | 69–86 | 65–82 | 68–73  | 63–78 | 80–88 | 64–71 | 87–71  | 52–77  | 79–92  | 56–70 | 73–64  |
| Cegledi EKK           | 54–61  |       | 66–71 | 65–78  | 93–89 | 80–56 | 58–53 | 68–59  | 55–78  | 57–65  | 69–73 | 102–70 |
| Gyor                  | 95–89  | 93–60 |       | 73–70  | 91–82 | 92–75 | 88–56 | 92–78  | 79–85  | 75–64  | 98–70 | 98–76  |
| Aluinvent Miskolc     | 108–65 | 71–69 | 57–77 |        | 87–79 | 73–79 | 75–69 | 90–73  | 66–73  | 79–93  | 87–68 | 90–57  |
| MTK Budapest          | 82–64  | 71–57 | 71–74 | 92–84  |       | 69–72 | 83–62 | 76–63  | 38–97  | 54–75  | 87–75 | 90–57  |
| NKE Csata             | 106–66 | 61–69 | 77–66 | 85–84  | 75–69 |       | 65–76 | 86–59  | 62–82  | 78–99  | 54–42 | 99–47  |
| PEAC-Pecs             | 65–59  | 68–58 | 54–69 | 66–71  | 76–59 | 76–65 |       | 69–60  | 53–72  | 51–54  | 81–69 | 110–47 |
| Pinkk Pecsi           | 93–95  | 59–64 | 63–97 | 63–81  | 76–75 | 47–85 | 48–60 |        | 53–104 | 71–85  | 61–76 | 76–56  |
| Sopron Basket         | 86–55  | 74–51 | 83–50 | 82–62  | 98–67 | 98–33 | 88–53 | 105–52 |        | 79–56  | 89–69 | 104–48 |
| KSC Szekszárd         | 99–70  | 94–83 | 78–84 | 67–57  | 81–75 | 87–83 | 87–76 | 114–66 | 49–74  |        | 96–69 | 96–62  |
| MKB Euroleasing Vasas | 63–58  | 66–61 | 71–83 | 64–70  | 82–83 | 88–83 | 42–58 | 73–72  | 71–100 | 63–90  |       | 86–62  |
| ZTE NKK               | 74–108 | 49–90 | 42–92 | 63–113 | 75–81 | 59–91 | 56–82 | 54–72  | 47–104 | 42–129 | 74–82 |        |

## Play-off
|  | Quarti di finale | Quarti di finale    | Quarti di finale |               |               | Semifinali    | Semifinali | Semifinali |  |  | Finale | Finale        | Finale |
|  |                  |                     |                  |               |               |               |            |            |  |  |        |               |        |
|  | 1                | Sopron Basket       | 2                |               |               |               |            |            |  |  |        |               |        |
|  | 8                | Vasas Akadémia      | 1                |               |               |               |            |            |  |  |        |               |        |
|  | 8                | Vasas Akadémia      | 1                |               | 1             | Sopron Basket | 2          |            |  |  |        |               |        |
|  |                  |                     |                  |               | 1             | Sopron Basket | 2          |            |  |  |        |               |        |
|  |                  | 4                   | DVTK Miskolc     | 0             |               |               |            |            |  |  |        |               |        |
|  | 4                | 4                   | DVTK Miskolc     | 0             | DVTK Miskolc  | 2             |            |            |  |  |        |               |        |
|  | 4                |                     |                  |               | DVTK Miskolc  | 2             |            |            |  |  |        |               |        |
|  | 5                | PEAC-Pécs           | 0                |               |               |               |            |            |  |  |        |               |        |
|  |                  |                     |                  |               |               |               |            |            |  |  | 1      | Sopron Basket | 3      |
|  |                  |                     | 3                | KSC Szekszárd | 1             |               |            |            |  |  |        |               |        |
|  | 2                | UNI Győr            | 2                |               |               |               |            |            |  |  |        |               |        |
|  | 7                | TFSE-MTK            | 0                |               |               |               |            |            |  |  |        |               |        |
|  | 7                | TFSE-MTK            | 0                |               | 2             | UNI Győr      | 0          |            |  |  |        |               |        |
|  |                  |                     |                  |               | 2             | UNI Győr      | 0          |            |  |  |        |               |        |
|  |                  | 3                   | KSC Szekszárd    | 2             |               |               |            |            |  |  |        |               |        |
|  | 3                | 3                   | KSC Szekszárd    | 2             | KSC Szekszárd | 2             |            |            |  |  |        |               |        |
|  | 3                |                     |                  |               | KSC Szekszárd | 2             |            |            |  |  |        |               |        |
|  | 6                | Ludovika-FCSM Csata | 0                |               |               |               |            |            |  |  |        |               |        |

### Quarti di finale
Le gare di andata si sono disputate tra il 20 e il 25 marzo, quelle di ritorno tra il 24 e il 27 marzo, gli spareggi dal 28 marzo.
| Squadra 1               | Totale | Squadra 2           | Gara 1  | Gara 2  | Gara 3   |
| ----------------------- | ------ | ------------------- | ------- | ------- | -------- |
| Sopron Basket           | 2 – 1  | Vasas Akadémia      | 0 – 20  | 92 – 40 | 107 – 35 |
| Aluinvent DVTK Miskolc  | 2 – 0  | PEAC-Pécs           | 20 – 0  | 84 – 81 | –        |
| UNI Győr                | 2 – 0  | TFSE-MTK            | 93 – 75 | 85 – 75 | –        |
| Atomerőmű KSC Szekszárd | 2 – 0  | Ludovika-FCSM Csata | 89 – 61 | 69 – 63 | –        |

### Semifinali
Le gare di andata si sono disputate il 31 marzo, quelle di ritorno tra il 2 e il 3 aprile, gli spareggi dal 4 aprile.
| Squadra 1     | Totale | Squadra 2               | Gara 1  | Gara 2  | Gara 3 |
| ------------- | ------ | ----------------------- | ------- | ------- | ------ |
| Sopron Basket | 2 – 0  | Aluinvent DVTK Miskolc  | 89 - 64 | 80 - 57 | –      |
| UNI Győr      | 0 – 2  | Atomerőmű KSC Szekszárd | 57 - 66 | 75 – 90 | –      |

### Finale
Le gare si sono disputate il 25 e il 28 aprile, il 1º e il 4 maggio.
| Squadra 1     | Totale | Squadra 2               | Gara 1  | Gara 2  | Gara 3  | Gara 4  | Gara 5 |
| ------------- | ------ | ----------------------- | ------- | ------- | ------- | ------- | ------ |
| Sopron Basket | 3 – 1  | Atomerőmű KSC Szekszárd | 80 - 57 | 69 - 72 | 81 – 46 | 62 – 54 | –      |

### Finali 3º-4º posto
Le gare si sono disputate il 10 e il 14 aprile.
| Squadra 1 | Totale | Squadra 2              | Gara 1  | Gara 2  | Gara 3 |
| --------- | ------ | ---------------------- | ------- | ------- | ------ |
| UNI Győr  | 2 - 0  | Aluinvent DVTK Miskolc | 95 - 77 | 83 - 74 | –      |

### Semifinali 5º-8º posto
Le gare di andata si disputano tra il 1º e il 3 aprile, quelle di ritorno tra il 7 e il 10 aprile.
| Squadra 1           | Totale | Squadra 2      | Gara 1  | Gara 2  | Gara 3  |
| ------------------- | ------ | -------------- | ------- | ------- | ------- |
| PEAC-Pécs           | 1 – 2  | Vasas Akadémia | 71 - 68 | 63 - 70 | 64 - 72 |
| Ludovika-FCSM Csata | 2 - 1  | TFSE-MTK       | 66 - 73 | 82 - 73 | 71 - 64 |

### Finali 5º-6º posto
Le gare si sono disputate il 10 e il 14 aprile.
| Squadra 1           | Totale | Squadra 2      | Gara 1  | Gara 2  | Gara 3  |
| ------------------- | ------ | -------------- | ------- | ------- | ------- |
| Ludovika-FCSM Csata | 2 - 1  | Vasas Akadémia | 91 - 93 | 73 - 59 | 75 – 67 |

### Finali 7º-8º posto
Le gare si sono disputate il 10 e il 14 aprile.
| Squadra 1 | Totale | Squadra 2 | Gara 1  | Gara 2  | Gara 3 |
| --------- | ------ | --------- | ------- | ------- | ------ |
| PEAC-Pécs | 2 - 0  | TFSE-MTK  | 65 - 63 | 80 - 62 | -      |

## Play-out
Le ultime quattro squadre della stagione regolare si incontrano disputando ciascuna 6 partite tra andata e ritorno, mantenendo i risultati che hanno ottenuto nella precedente fase.
|  | Pos. | Squadra          | Pt | G  | V  | P  | PtF  | PtS  | Diff. |
|  | ---- | ---------------- | -- | -- | -- | -- | ---- | ---- | ----- |
|  | 9.   | VBW CEKK Ceglédi | 41 | 28 | 13 | 15 | 1929 | 1912 | +17   |
|  | 10.  | ELTE BEAC Újbuda | 38 | 28 | 10 | 18 | 2024 | 2162 | -138  |
|  | 11.  | PINKK-Pécsi 424  | 34 | 28 | 6  | 22 | 1853 | 2215 | -362  |
|  | 12.  | ZTE NKK          | 28 | 28 | 0  | 28 | 1634 | 2539 | -905  |

Legenda:
      Retrocessa in NB I.B
Regolamento:
Due punti a vittoria, uno a sconfitta.
In caso di parità di punteggio, contano gli scontri diretti e la classifica avulsa.

### Risultati
|             | BEA   | CEG   | PIN   | ZTE   |
| ----------- | ----- | ----- | ----- | ----- |
| BEAC-Ujbuda |       | 78–66 | 70–63 | 83–45 |
| Cegledi EKK | 70–63 |       | 54–57 | 69–48 |
| Pinkk Pecsi | 78–99 | 64–77 |       | 85–63 |
| ZTE NKK     | 63–85 | 74–78 | 60–71 |       |

## Classifica finale
|  | Pos. | Squadra                 |
|  | ---- | ----------------------- |
|  | 1.   | Sopron Basket           |
|  | 2.   | Atomerőmű KSC Szekszárd |
|  | 3.   | UNI Győr                |
|  | 4.   | Aluinvent DVTK Miskolc  |
|  | 5.   | Ludovika-FCSM Csata     |
|  | 6.   | Vasas Akadémia          |
|  | 7.   | PEAC-Pécs               |
|  | 8.   | TFSE-MTK                |
|  | 9.   | VBW CEKK Ceglédi        |
|  | 10.  | ELTE BEAC Újbuda        |
|  | 11.  | PINKK-Pécsi 424         |
|  | 12.  | ZTE NKK                 |

## Verdetti
- Campione dell'Ungheria:   Sopron
Formazione:[4] (3) Gabby Williams, (4) Zsófia Fegyverneky, (6) Virág Pfeiffer, (8) Alíz Varga, (9) Jelena Milovanović, (12) Dalma Czukor, (13) Kamilla Varga, (14) Bernadett Határ, (20) Briann January, (22) Megan Walker, (33) Tina Jovanović, (44) Sára Varga. Allenatore: Dávid Gáspár.
- Retrocessa in NB I.B:   Zalaegerszeg
- Vincitrice Coppa dell'Ungheria:  Sopron[5]